# ワールドストアパートナーズ
株式会社ワールドストアパートナーズは、神戸市中央区に本社を置くアパレルメーカー、ワールドの連結子会社である。ワールド直営店の婦人服、紳士服、子供服、服飾雑貨の販売を行っており、60を超えるブランド数で日本全国に2,000店舗以上を展開している。

## 運営店舗数
- 全国主要都市1,980店舗（2019年3月末現在）

## 店舗展開
- 百貨店
  - 丸井今井、藤崎、さくら野百貨店、丸井、髙島屋、伊勢丹、三越、松坂屋、西武百貨店、大丸、阪急百貨店、小田急百貨店、東武百貨店、名鉄百貨店、近鉄百貨店、阪神百貨店、そごう、天満屋、井筒屋、岩田屋、鶴屋百貨店、トキハ、山形屋等

- ショッピングセンター
  - ららぽーと、イオンモール、ウォークモール、アリオ、イオンタウン、等

- 駅ビル
  - エスパル、ルミネ、アトレ、アミュプラザ、等

- 路面店
  - オペーク銀座、ドレステリア神南本店、代官山シャンデリエ、神宮前トーキョーヒップスターズクラブ、青山フィロディセタ、青山40カラッツ＆525、青山クールストラティン、南船場アクアガール、神戸メディテラス、等

## ブランド

### レディース
- アダバット（adabat） ゴルフウェアー
- アルブム（ALBUM）
- アルヴィーボ（ALVIVO）
- アナトリエ（anatelier）
  - ペンアンドハンド（Pen & Hand）
- アクアガール（aquagirl）
  - クローラ（CROLLA）
- アンジュノワール（L'AngeNoir）
- アンタイトル（UNTITLED）
  - アンタイトル トール（UNTITLED トール）…大きめサイズのUNTITLED
- インテレクション（INTELLECTION）
- インディヴィ（INDIVI）
  - インディヴィ ラージ（INDIVI ラージ）…大きめサイズのINDIVI
  - インディヴィ スモール（INDIVI スモール）…小さいサイズのINDIVI
  - インディヴィ ストロベリー（INDIVI ストロベリー）
  - インディヴィ ヤングクローバー（INDIVI ヤングクローバー）
  - インディヴィ ギャレスト（INDIVI ギャレスト）
- インデックス（INDEX）
- ヴォイスメール（VOICEMAIL）
- エアパペル（AIRPAPEL）
- オゾック（OZOC）
- コルディア（CORDIER）
- スープ（SOUP）
- ソウル オブ フリーダム!（SOUL OF FREEDOM!）
- ビーアンエンジェル（BE AN ANGEL）
- ファウンドフレス（found fles）
- ブロンシェ（BLANCE）
- ベースステーション（BASE STATION）
  - ベースコントロール（BASE CONTROL）
- リフレクト（Reflect）

### メンズ
- アンタイトルメン（UNTITLE MEN）
- タケオキクチ（TAKEO KIKUCHI）
  - TK (TAKEO KIKUCHIのカジュアルライン"TK TAKEOKIKUCHI"として発足、後にブランドリニューアル。
- ベースステーション（BASE STATION）
  - ベースコントロール（BASE CONTROL）
- ボイコット（BOYCOTT）

### ブランド編集型
- オペークドットクリップ（OPAQUE.CLIP）
- オルベネ（ORBENE）
- サウサリート（SAUSALITO）
- シューラルー（SHOO LA RUE）
- スタイルジャム（Style jam）
- ビージップ（Bee Zip）
- ピンク ラテ（PINK-latte）
- ラ　ロトンダ（LA ROTONDA）
- リザ（LIZA）
- フラクサス（FLAXUS）

### ファミリー・雑貨
- コキュ（COCUE）
- サンカンシオン（3can4on）
- チッカチッカブーンブーン（CHICKA CHICKA BOOM BOOM）
- TK サップキッド（TK SAPKID）
- ハッシュアッシュ（HUSHUSH）
- フラワージェリー（Flower Jelly）
- フレイバーミュー（FLAVOR MIEUX）
- ヘンゼル＆グレーテル（HANSEL & GRETEL）

### ワールドグループ
- ワールドインダストリー
- プライムキャスト
- ワールドインダストリー福島
- ワールドジャージサプライ
- ワールド・ビジネス・ブレイン
- ワールドビジネスサポート
- イッツデモ
- ワールドリビングスタイル
- ルモンデグルメ
- 本多染色工場

## その他

### 採用
全国に多数店舗がある為、従業員の採用も常に積極的にほぼ毎日採用活動をしている。
ワールドストアパートナーズの独自とお仕事情報サイトで、全国の募集店舗を探し、セミナー、面接を受講できるようなシステムがある。これにより常に人材を集められる環境が整備されている。
正社員化
2006年4月、販売職のパート・アルバイト・契約社員など約 5,000人の雇用形態を正社員に切り替えた。
同年4月1日付けで、同社の販売子会社であるワールドストアパートナーズの契約社員、パート、アルバイト約6000人のうち希望者約5000人を正社員にし、約1万1000人の従業員の9割の約9600人を正社員が占めるようになった。優秀な人材の確保を図る為に非正社員を正社員化した。
当時の正社員化により2007年3月期、人件費22億円の増加が見込まれた。